# جامع معاذ بن جبل (الأنبار)
جامع معاذ بن جبل في محافظة الأنبار، هو من مساجد العراق الحديثة في مدينة الرمادي ويقع في منطقة التاميم حي 30 تموز، ولقد شيد وبني في عام 1413 هـ/1993م.
ويحتوي الجامع على مصلى يتسع لأكثر من 500 مصل، وفيهِ مصلى للنساء، وقاعة لاقامة المناسبات الدينية ومجالس العزاء، وتعلو المبنى قبة، كما أصبح الجامع في عام 2007م، مقراً لهيئة الدعوة والافتاء فرع الانبار.